# پایگاه هوایی مک‌براید/چارلی لیک
پایگاه هوایی مک‌براید/چارلی لیک (به انگلیسی: McBride/Charlie Leake Field Aerodrome) یک فرودگاه همگانی است که یک باند فرود آسفالت دارد و طول باند آن ۸۲۳ متر است. این فرودگاه در کشور کانادا قرار دارد و در ارتفاع ۷۱۶ متری از سطح دریا واقع شده‌است.